# Serbie ottomane
Cet article traite de l'histoire de la Serbie pendant la colonisation ottomane (1459-1830).

## Résistance deStefan Lazarević
Après la bataille du Kosovo , la mort du Prince Lazar et la minorité de son fils Stefan âgé de 12 ans, amènent la princesse Milica à diriger la Serbie. Milica, arrière-petite-fille de Vukan Nemanjić, réussit à gouverner l'État serbe avec l'aide du Patriarche Spiridon.

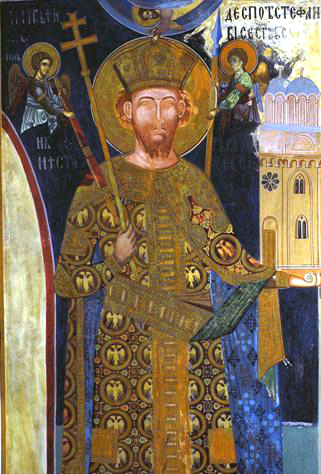
Le Prince puis Despote Stefan Lazarevic

En 1389, peu après la Bataille du Kosovo, la Hongrie profite de la faiblesse de la Serbie pour l'attaquer. Milica réussit à contenir les Hongrois en leur cédant quelques villes du Nord du pays.
En 1390, Milica négocie avec le sultan Bayezid Ier, lui promettant le paiement d'un tribut ainsi que l'appui des forces serbes lors des guerres qu'il entreprendrait. En contrepartie, elle demande l'autonomie de la Serbie. Bayezid Ier accepte et épouse la plus jeune de ses filles, Olivera Lazarević.

### Stefan le prince
Stefan reçoit une bonne éducation et se révèle doué pour la poésie et l'écriture. Par son caractère déterminé et sa force physique, il correspond à l'image idéale du chevalier du Moyen Âge. Il sera d'ailleurs le dernier souverain serbe connu dans toute l'Europe avant l'occupation turque.
En 1396, il participe à la demande de sa mère à la bataille de Nicopolis, Stefan et la cavalerie serbe donnent la victoire à Bayezid. Paradoxalement, le fils de Lazar un chrétien, qui avait donné sa vie dans la lutte contre les Turcs vient de sauver les Turcs de la plus grande armée de croisés jamais levée. La bataille de Nicopolis marque la fin de la dernière croisade.
À partir de 1395, il prend la suite de sa mère à la tête de la Serbie.
Peu après sa prise de pouvoir, le sultan Bayezid Ier demande à tous ses vassaux et alliés, chrétiens et musulmans, de venir le retrouver à Serrès. L'empereur de Constantinople ainsi que Stefan se rendent à son invitation. La réunion se déroule sans heurt particulier, lorsqu'à la fin, Bayezid demande sans raison que tous les souverains chrétiens soient mis à mort, un par un toutes les heures. Ce délai lui donne, selon son expression, "le temps d'établir un ordre d'exécution". Ce temps de réflexion et la pression de ses conseillers le font finalement revenir sur sa décision. Stefan n'oubliera jamais cette humiliation. Une fois bien établi sur le trône de Serbie, il en tient compte dans sa politique à l'égard des Ottomans.
Après la mort de Vuk Branković, Stefan fut reconnu par tous les Serbes comme leur seigneur. Les Hongrois et les Turcs le reconnaissent comme le souverain de la Serbie.

### Stefan le despote
La Serbie est encore autonome vis-à-vis de son voisin turc qui a déjà soumis tous les autres États alliés de Byzance. Le pays ne doit pas son autonomie à sa force: depuis la bataille du Kosovo, il n'a plus les moyens humains de lever une puissante armée capable de rivaliser avec celle des Ottomans. Il doit son privilège à Tamerlan qui s'est rallié un grand nombre d'émirs turcs d'Asie Mineure.
Le choc entre les Ottomans de Bayezid Ier et Tamerlan a lieu à la fin du mois de juillet de l'année 1402, à la bataille d'Ankara. La bataille est un désastre pour Bayezid, qui est fait prisonnier. Stefan, qui a participé à la bataille, se replie vers Constantinople avec sa petite armée. Là, il tisse des liens diplomatiques avec les Grecs. Jean VII Paléologue lui accorde le titre de despote en août de la même année. Le titre de Stefan est, par la suite, confirmé par le successeur de Jean, Manuel II Paléologue. Stefan est maintenant libre de la pression ottomane. Il bénéficie déjà de la reconnaissance de Constantinople, mais le titre de despote le rapproche encore des Grecs. Car, pour Stefan et les autres Serbes, Constantinople, malgré sa faiblesse, est toujours respectée et le titre accordé a à leurs yeux une valeur des plus sacrées.
Malgré ce titre, Stefan veut maintenir son autonomie mais, faisant preuve de diplomatie, il signe ses écrits en utilisant systématiquement la formule de Despote Autocrator.

### L'alliance chrétienne, l'ordre du Dragonet l'Interrègne ottoman
Le 13 décembre 1408, la charte de l'Ordre du Dragon renouvelée est publiée, dédiant l'ordre à la défense de la Croix, particulièrement face aux Ottomans. Les 24 membres fondateurs sont intronisés en 1408, parmi ceux-ci figurent Sigismond Ier du Saint-Empire et tout de suite après lui sur la liste, Stefan.
Comment Stefan est-il passé de la soumission aux Turcs à l'appartenance à un Ordre fondé dans le seul but de combattre ces derniers ?
Après la défaite devant Tamerlan et la mort de Bayezid, il s'ensuit une période de troubles dans l'Empire ottoman que l'on a appelé l'Interrègne ottoman. L'Empire ottoman est divisé et les fils de Bayazid Ier se livrent une guerre sans pitié. L'un d'eux, Soliman, rend à Constantinople et son empereur Manuel II Paléologue, toute la Thrace ainsi que Thessalonique. Soliman prête serment comme vassal de l'empereur de Constantinople. La peur de l'invasion de l'Europe par Tamerlan avait même un moment fait oublier aux Européens "la peur du Turc". Après le départ de Tamerlan d'Asie Mineure, les chrétiens, Constantinople et la Serbie décident de soutenir Soliman contre son frère Musa.
En 1410, pendant une visite de l'empereur à Thessalonique, Musa attaque Soliman à Andrinople. Les soldats de ce dernier l'abandonnent, mais il réussit à résister grâce à ses alliés byzantins. Cependant, en 1411, la ville tombe et Musa fait étrangler son frère.
Soliman était faible et manipulable par l'alliance chrétienne; en revanche, Musa est, dans la pure tradition des guerriers turco-mongols, impitoyable et totalement incontrôlable. Il décide immédiatement de punir les alliés chrétiens de son frère. Il humilie Stefan devant ses généraux et décide de reprendre à Constantinople toutes les terres données par Soliman.
Il assiège Thessalonique, ravage, pille, viole dans toute la Thrace. Il assiège Constantinople par terre et par mer. Manuel II s'est préparé à ce siège, et, ayant également prévu la défaite de Soliman, il s'allie avec un autre fils de Bayezid, Mehmed Ier de Bursa. Il lui fait traverser l'Hellespont avec son armée ; les 15 000 Turcs de Mehmed Ier se préparent à combattre les 25 000 Turcs de Musa. Mehmed Ier perd la bataille et retourne en Asie Mineure. Mais avant son départ Manuel lui promet une revanche grâce à l'appui du despote de Serbie. La seconde tentative est encore un échec, mais la troisième se soldera par une victoire : Stefan et sa cavalerie surprennent l'arrière-garde de l'armée de Musa et le font battre en retraite. Les Serbes le poursuivent jusqu'à Andrinople, puis rentrent en Serbie. Musa décide de ravager la Serbie pour punir Stefan. Les deux armées se rencontrent le 5 juillet 1413 en Serbie lors de la bataille de Čamurlu. Musa perd cette bataille décisive et Stefan le fait étrangler comme lui l'avait fait à son frère.
Mehmed Ier devient sultan de Roumélie et de Roum grâce au soutien de Constantinople et de Belgrade. C'est durant cette période que la plupart des alliés chrétiens des Turcs les quittent pour rejoindre leur camp « naturel », l'alliance chrétienne.
La paix était rétablie. Stefan a pleinement profité des conflits « familiaux » des Turcs : il a montré sa force par son rôle dans le conflit de l'interrègne ottoman. Les Turcs sont désormais pleinement conscients de la menace de l’État serbe.

### Stefan et Belgrade
Belgrade avait été serbe de 1284 à 1319 puis est redevenue hongroise. Les Magyars l'avaient transformée en Forteresse, puis très vite abandonné son entretien. Lorsque le despote reprend possession de la ville blanche, il découvre une cité abandonnée de par ses habitants ainsi qu'une forteresse en ruine. Immédiatement Stefan décide d'en faire sa capitale. Pour atteindre cet objectif il prend plusieurs mesures.
Il met en place d'une carte d'« identité belgradoise » qui donne à son porteur des avantages fiscaux, commerciaux et juridiques dans l'enceinte de la ville. Un livre et un sceau sont donnés à tous les habitants de la ville blanche. Cela attire rapidement de nombreux Serbes venus de Serbie, Bosnie ou des territoires chrétiens contrôlés par les Turcs, mais aussi beaucoup de marchands de Raguse.
La ville s'enrichit et, malgré les franchises fiscales, emplit rapidement dans les coffres du royaume de Serbie. Stefan peut alors entreprendre une politique de rénovation et de construction. Il réhabilite la forteresse et l'améliore, construit des églises et rénove la cathédrale de Dormition « la très sainte mère de Dieu », qui été aussi le siège du métropolite de Belgrade.
Belgrade gagne alors une renommée dans toute l'Europe chrétienne, comme étant la grande ville blanche « bastion du christianisme » ou encore « clé de la Pannonie » ou « de la Hongrie ».

### Œuvre et fin de Stefan
Stefan publia un code des mines en 1412 dans la ville de Novo Brdo au Kosovo qui était un des centres économiques de la Serbie. Dans son monastère de Resava-Manasija (région de Pomoravlje), il a organisé l'école de Resava, un centre de correction, traduction, et de recopie des livres.
Stefan Lazarević est mort soudainement en 1427, laissant le trône à son neveu Đurađ Branković. Il fut par la suite élevé au rang de saint dans l'église orthodoxe serbe honoré le 1er août. Le despote Stefan est enterré dans son monastère.
Indépendamment des notes biographiques et de son code sur la mine Novo Brdo (1412), Stefan Lazarević a écrit trois travaux littéraires originaux : Le Sobbing grave pour prince Lazar (1389) ; L'inscription sur la colonne de marbre de Kosovo (1404) ; et un hommage à l'amour (1409), une épître poétique en hommage son frère Vuk.

## Đurađ Brankovićle despote
À la mort de Stefan Lazarević le 19 juillet 1427, Đurađ monta sur le trône de Serbie, à la suite de l'accord passé avec la Hongrie, il perdit sa capitale Belgrade. Il fit construire alors une ville nouvelle sur le Danube aussi, Smederevo, d'où son surnom de "Đurađ Smederevac" en serbe latin, en français Đurađ de Smederevo. Mais le Duc de Golubač refusa de livrer sa ville aux hongrois et préféra même la donner aux Turcs. Malgré tout le despote serbe reçut de Sigismond Ier des terres en Hongrie :
- Zemun,
- Slankamen,
- Kupinik (aujourd'hui Kupinovo),
- Mitrovica (aujourd'hui Sremska Mitrovica) à Srem,
- Stari Bečej (Bečej),
- Kulpin,
- Čurug,
- Sveti Petar[Lequel ?],
- Perlek,
- Peser et Petrovo Selo (Bačko Petrovo Selo) à Bačkoj,
- Bečej (Novi Bečej),
- Arač , Veliki Bečkerek (Zrenjanin),
- Et Vršac dans le Banat

Comment l'avait déjà fait son prédécesseur Stefan Lazarević toutes ses villes et terres ont été peuplées par des Serbes de Macédoine ou du Kosovo qui fuyaient l'avancée turque. Donc, avant même la chute de la Serbie, les migrations serbes du sud vers le nord avaient débuté.

## Les migrations serbes sous l’occupation turque duXVeauXIXesiècle
Les régions :
- Herzégovine, aujourd’hui en Bosnie, en République serbe pour une partie,
- Le Monténégro,
- et la région de Sjenica.

Ce sont des régions montagneuses où les Turcs n’ont jamais pu établir une autorité forte, elles ont donc conservé intacte la culture serbe dont elles étaient d’ailleurs l’une des sources. La plus grande dynastie serbe, les Nemanjić donc, sont originaires de cette région, ainsi que de la Rascie.
De plus, ces régions bénéficient d’une vie saine et agréable, elles n’étaient pas touchées par les épidémies et assuraient aux Serbes, une bien moindre mortalité infantile, ainsi qu'une longévité plus importante. Très vite un excès de population se produisit, obligeant ses habitants à la migration.
Le principal courant de migration se dirigea vers la Šumadija qui était à l’époque, une vaste et dense forêt, qui assurait aux Serbes une certaine sécurité vis-à-vis des Turcs et leur permettait aussi de faire une guerre de guérilla vis-à-vis des Ottomans grâce à ses Haïdouks. De plus, régulièrement, les Autrichiens libéraient de vastes régions pendant une certaine période de l’occupation turque, ils encourageaient les migrations serbes, car les montagnards serbes étaient de robustes gaillards souvent de haute taille, ils fournissaient à l’empire autrichien le gros de son l'armée.
Les migrations débouchaient aussi sur le cours de la Morava[Lequel ?] et même encore plus à l’est en pays Valaque mais en nombre inférieur car ces régions étaient surtout des régions de transition car trop sous contrôle turc à l’époque. Le Cours de la Morava servait surtout comme couloir de migration vers la Krajina[Lequel ?], la Slavonie, le Banat et surtout la Syrmie. Après la Grande Migration de 1690 la Syrmie qui après portera le nom de Voïvodine sera le centre culturel des Serbes.
Très vite, la Krajina, la Slavonie et la Syrmie furent elles aussi surpeuplées, renforcées régulièrement par de nouveaux migrants venant des régions mères, citées plus haut. Des Serbes ainsi que des Croates franchirent alors la Drave pour coloniser toute la Hongrie occidentale, la Slovénie, ils arrivèrent jusqu’à Vienne et même jusqu'à la Moravie tchèque.

## Résistance des Serbes
Les Haïdouk qui sont des chefs de guerre indépendants, des généraux réguliers au service du plus offrant: Autriche, Venise, Hongrie, du moment qu'ils combattent les Turcs. Il existait des armées entières composées de Haïdouks combattant les forces turques, préfigurant un peu les partisans sur lesquels comptaient beaucoup l'Autriche, Venise, puis la Russie dans sa guerre contre l'Empire ottoman en tant que service de renseignement mais aussi comme cinquième colonne.
Ils étaient aussi des poètes, des musiciens et même parfois des érudits.
En raison de la guérilla permanente imposée par les Haïdouks, la circulation en territoire serbe était très difficile pour les Turcs. D’où une politique d'islamisation forcée très poussée dans les régions serbes. La Sublime Porte voulant mater les Haïdouks serbes grâce à des troupes de Janissaires locaux qui vivaient en contact avec eux.
Les Uskok (également nommés Slaves de Sud) migrèrent vers l'empire d'Autriche et la République de Mleci. De ces régions-là, ils commencèrent à diriger une offensive en direction du contingent turque qui se trouvait sur le territoire occupé. La pratique guerrière de ces derniers possède des similarités avec celle des Haïduk. Les plus connus des Uskok sont Senjanin Ivo, Senjanin Jurisa, Senjanin Tadije.[réf. nécessaire]
Une partie des Uskok et de la population qui ont migré vers l'Autriche ont participé à la création de la frontière militaire ou Confins militaires.[réf. nécessaire]

## Janissaireetdevchirmé
Le devchirmé (turc devşirme, le ramassage, la récolte ; du verbe devşirmek, ramasser ou récolter) était le système de recrutement consistant à réquisitionner de force des adolescents sur les populations chrétiennes des territoires nouvellement conquis. Les jeunes ainsi recrutés étaient destinés à faire partie de l'élite ottomane : ils étaient formés pour occuper des hautes responsabilités au sein de l'appareil étatique ottoman. Certains appartenaient aux troupes d'élite ottomanes : les janissaires (Yeni Ceri : « nouvelle troupe » - 12 000 à l'époque de Soliman le Magnifique, 48 000 sous Murad III et 140 000 au XIXe siècle).
Créé en 1334 par Orhan, le deuxième sultan ottoman, le corps des janissaires était exclusivement composé d'enfants chrétiens, soit prisonniers de guerre, soit réquisitionnés dans les tribus à raison d'un fils sur cinq. Cette pratique était appelée devchirmé, du turc devşirme (« cueillette » en turc). Les janissaires pouvaient donc être issus de familles grecques, bulgares, serbes, russes, ukrainiennes, roumaines, albanaises, hongroises, arméniennes ou géorgiennes. La création de ce corps d'armée janissaire répond aux ambiguïtés concernant l'application de la charia et les réalités de la conquête ottomane amorcée sous Orhan. Si la charia interdit la réduction en esclavage d'enfants et d'hommes musulmans, les esclaves chrétiens, capturés très jeunes, formés et islamisés contournent le problème dogmatique. Les janissaires ont donc le statut d'esclaves. Entièrement consacrés à la vie militaire, ils n’ont pas le droit de se marier.
Il s'agissait en fait au départ de ne pas donner des hautes responsabilités aux enfants issus des familles rivales des Osmanli. C'est pour cela que ces jeunes étaient prélevés principalement parmi les familles chrétiennes. Chaque année pendant plus de trois siècles, des enfants étaient ainsi retirés à leurs familles pour être formés à la cour du Sultan. Les adolescents ne devaient pas être trop jeunes, pour pouvoir supporter les longs déplacements, et pas trop âgés, pour qu'ils puissent être convertis à l'Islam et être replacés dans des familles turques. Il était interdit de recruter un garçon s'il était l'unique garçon de sa famille.
Cependant, certaines familles y envoyaient volontairement leurs enfants car c'était l'assurance d'une ascension sociale rapide. C'est ainsi que Skanderbeg, héros national albanais, sera envoyé par sa famille à la cour du Sultan. Il convient aussi de souligner qu'une fois promus au sein de l'appareil étatique, les enfants ainsi enlevés n'oubliaient pas leurs origines, ni leur culture : on peut citer l'exemple de Sokolović plus connu sous le nom de Sokollu Mehmet Pacha qui recrée le patriarcat orthodoxe de Peć au Kosovo en 1557.
Ainsi, sur les vingt-six grands vizirs dont nous connaissons l'origine, onze étaient Arméniens, six Grecs, d'autres encore Circassiens, Géorgiens, Serbes, ou même Italiens et seulement cinq Turcs. Plusieurs d'entre eux marqueront leur période, parmi lesquels Sokollu Mehmet Pacha, grand vizir de trois sultans successifs et d'origine serbe, Ali Pacha, d'origine albanaise, ou Ibrahim Pacha, Grec de Kavala.